# Frank Hampson
Pour les articles homonymes, voir Hampson.
Frank Hampson est un dessinateur de bande dessinée anglais né le 21 décembre 1918 à Audenshaw dans le Lancashire (aujourd'hui dans le Grand Manchester) et décédé le 8 juillet 1985 à Epsom.

## Biographie
Il a créé le 14 avril 1950, la série de science-fiction Dan Dare pilote du futur, dans les pages de l'hebdomadaire Eagle.
Dan Dare est officier dans les forces spatiales interplanétaires.

## Publications
- 1977 : Dan Dare, 4 jours pour sauver la planète (Ed. Les Humanoïdes Associés)
- 1982 : Dan Dare Pilote du futur 1 (Ed. DPE)
- 1982 : Dan Dare Pilote du futur 2 (Ed. DPE)
- 1983 : Dan Dare Pilote du futur, collection Métal Hurlant (Ed. Les Humanoïdes Associés)
- 1983 : Jésus de Nazareth, scénario Marcus Morris, Ed. du Lombard

## Prix
- 1975 :  Prix Yellow-Kid du jury, pour l'ensemble de son œuvre